# کتاب‌شناسی محمدجعفر جعفری لنگرودی
کتاب‌شناسی محمدجعفر جعفری لنگرودی فهرستی از کتاب‌های محمدجعفر جعفری لنگرودی، فقیه، حقوق‌دان، فیلسوف و ادیب ایرانی است.
از آثار جعفری لنگرودی همچون «معتبرترین منابع حقوق ایران» یاد می‌شود. آثار او همچنین جزو منابع دانشگاهی حقوق محسوب می‌شود.

## فهرست
| عنوان                                                      | سال انتشار                                                  | ناشر                            | ناشر  | تعداد صفحات                                             | توضیحات |
| عنوان                                                      | سال انتشار                                                  | نام                             | شهر   | تعداد صفحات                                             | توضیحات |
| مختصر التقریب الی حاشیه التذهیب                            | ۱۳۲۶                                                        | المکتبه العلمیه الاسلامیه       | مشهد  | ۱۳۹                                                     | شرح کتاب حاشیه ملا عبدالله |
| کامل المیزان                                               | ۱۳۲۷                                                        | المکتبه العلمیه الاسلامیه       | مشهد  |                                                         | |
| درس توحید                                                  | ۱۳۲۸                                                        | مولف                            | مشهد  | ۵۸                                                      | |
| علم حدیث یا خودآموز رجال و درایه                           | ۱۳۲۸                                                        | المکتبه العلمیه الاسلامیه       | مشهد  |                                                         | |
| تفسیر جهان‌نما و راهنمای جهان‌نما                            | ۱۳۳۰                                                        | درس امروز                       | مشهد  | ۱۹۷                                                     | |
| اصول فلسفی حقوق                                            | ۱۳۳۲                                                        | چاپخانه موسوی                   | تهران | ۱۳۰                                                     | |
| شخصیت معنوی حافظ                                           | ۱۳۳۴                                                        | کانون معرفت                     | تهران | ۱۱۷                                                     | |
| فرهنگ حقوقی                                                | ۱۳۳۴                                                        | کانون معرفت                     | تهران | ۲۸۴                                                     | |
| تاریخ حقوق ایران                                           | ۱۳۳۹                                                        | کانون معرفت                     | تهران | ۳۹۵                                                     | |
| تاثیر اراده در حقوق مدنی                                   | ۱۳۴۰                                                        | مولف                            | تهران | ۱۳۴۰                                                    | |
| مقدمه عمومی علم حقوق                                       | ۱۳۴۱                                                        | گنج دانش                        | تهران | ۲۶۸                                                     | نخستین کتاب با این عنوان به زبان فارسی |
| مجموعه اصلاحات ارضی                                        | ۱۳۴۴                                                        | مجلس شورای ملی                  | تهران | ۲۰۶                                                     | |
| مجموعه قانون کار                                           | ۱۳۴۵                                                        | مجلس شورای ملی                  | تهران | ۵۵۷                                                     | |
| ترمینولوژی حقوق                                            | ۱۳۴۶                                                        | ابن سینا                        | تهران | ۸۵۴                                                     | دارای ۶۱۹۶ اصطلاح حقوقی |
| مجموعه قانون بیمه                                          | ۱۳۴۶                                                        | مجلس شورای ملی                  | تهران | ۶۸۹                                                     | |
| رهن و صلح                                                  | ۱۳۴۹                                                        | ابن سینا                        | تهران | ۳۲۵                                                     | |
| مجموعه محشی از قوانین و مقررات ثبت                         | ۱۳۴۹                                                        | ابن سینا                        | تهران | ۵۶۸                                                     | |
| وصیت                                                       | ۱۳۵۰                                                        | ابن سینا                        | تهران | ۴۹۸                                                     | |
| ضمان عقدی در حقوق مدنی                                     | ۱۳۵۲                                                        | سهامی جیبی با همکاری فرانکلین   | تهران | ۳۸۸                                                     | |
| مکتب‌های حقوقی در اسلام                                     | ۱۳۵۳                                                        | ابن سینا                        | تهران | ۳۸۱                                                     | |
| حقوق و تعهدات                                              | ۱۳۵۴                                                        | موسسه عالی امور قضائی و اداری   | قم    | ۳۶۵                                                     | |
| عقد حواله                                                  | ۱۳۵۴                                                        | دانشگاه ملی                     | تهران | ۲۱۲                                                     | |
| حقوق ثبت املاک                                             | ۱۳۵۵                                                        | مولف                            | تهران | ۲۵۹                                                     | |
| حقوق خانواده                                               | ۱۳۵۵                                                        | مولف                            | تهران | ۳۴۲                                                     | |
| حقوق اموال                                                 | ۱۳۵۶                                                        | مولف                            | تهران | ۴۱۴                                                     | |
| دایرةالمعارف حقوق مدنی و تجارت (جلد اول)                   | ۱۳۵۷                                                        | بنیاد راستاد                    | تهران | ۹۳۵                                                     | قرار بود کامل شود که ناقص ماند. فقط جلد اول آن با عنوان "حقوق تعهدات، عقود و ایقاعات" منتشر شده‌است.                                                               |
| عقد کفالت                                                  | ۱۳۵۷                                                        | دانشگاه ملی                     | تهران | ۱۵۳                                                     | |
| دانشنامه حقوقی (دوره ۵ جلدی)                               | ۱۳۵۸                                                        | ابن سینا و امیرکبیر             | تهران | جلد ۱: ۸۴۸ جلد ۲: ۷۵۰ جلد ۳: ۷۹۲ جلد ۴: ۶۴۵ جلد ۵: ۶۳۲  | |
| حقوق اسلام                                                 | ۱۳۵۸                                                        | گنج دانش                        | تهران | ۲۲۸                                                     | |
| دایرةالمعارف علوم اسلامی، قضایی (جلد ۱ و ۲)                | ۱۳۵۹                                                        | گنج دانش                        | تهران | جلد ۱: ۶۲۷ جلد ۲: ۵۷۰                                   | |
| دایرةالمعارف علوم اسلامی، قضایی، جلد ۳: منطق حقوق          | ۱۳۶۱                                                        | گنج دانش                        | تهران | ۴۱۶                                                     | |
| ارث (۲ جلد)                                                | جلد ۱: ۱۳۵۷ جلد ۲۲: ۱۳۶۳                                    | جلد ۱: امیرکبیر جلد ۲: گنج دانش | تهران | جلد ۱: ۳۱۴ جلد ۲: ۱۷۶                                   | |
| وصیت - ارث                                                 | ۱۳۶۳                                                        | دانشگاه تهران                   | تهران | ۳۴۹                                                     | |
| هجرت (دایرةالمعارف قرآن*                                   | ۱۳۶۳                                                        | گنج دانش                        | تهران | ۲۵                                                      | |
| تاریخ معتزله (فلسفه فرهنگ سلامی)                           | ۱۳۶۸                                                        | گنج دانش                        | تهران | ۳۰۱                                                     | |
| راز بقای ایران در سخن حافظ                                 | ۱۳۶۳                                                        | گنج دانش                        | تهران | ۱۸۸                                                     | |
| راز بقای ایران در سخن نظامی                                | ۱۳۷۰                                                        | گنج دانش                        | تهران | ۲۱۹                                                     | |
| فلسفه، فرهنگ و هنر                                         | ۱۳۷۰                                                        | گنج دانش                        | تهران | ۵۰۴                                                     | |
| راز بقای ایران در سخن مولوی                                | ۱۳۷۱                                                        | گنج دانش                        | تهران | ۵۹۳                                                     | |
| سیمای شعر (سه جلد در یک مجلد)                              | ۱۳۷۱                                                        | گنج دانش                        | تهران | جلد ۱: ۲۷۲ جلد ۲: ۳۷۱ جلد ۳: ۲۸۷                        | |
| مبسوط در ترمینولوژی حقوق، دوره ۵ جلدی                      | ۱۳۷۹                                                        | گنج دانش                        | تهران | جلد ۱: ۸۳۱ جلد ۲: ۸۵۹ جلد ۳: ۹۰۵ جلد ۴: ۸۴۶ جلد ۵: ۸۴۱  | |
| مجموعه محشی قانون مدنی                                     | ۱۳۷۹                                                        | گنج دانش                        | تهران | ۱۱۱۶                                                    | |
| فلسفه حقوق مدنی (۲ جلد)                                    | ۱۳۸۰                                                        | گنج دانش                        | تهران | جلد ۱: ۳۸۱ جلد ۲: ۳۵۵                                   | |
| فلسفه عمومی حقوق بر پایه اصالت عمل (تئوری موازنه)          | ۱۳۸۱                                                        | گنج دانش                        | تهران | ۳۵۹                                                     | |
| صد مقاله در روش تحقیق علم حقوق                             | ۱۳۸۲                                                        | گنج دانش                        | تهران | ۲۳۸                                                     | |
| فرهنگ عناصر شماری حقوق مدنی، حقوق جزا                      | ۱۳۸۲                                                        | گنج دانش                        | تهران | ۶۰۶                                                     | |
| فلسفه اعلی در علم حقوق                                     | ۱۳۸۲                                                        | گنج دانش                        | تهران | ۲۶۴                                                     | |
| فن استدلال (منطق حقوق در اسلام)                            | ۱۳۸۲                                                        | گنج دانش                        | تهران | ۲۷۶                                                     | |
| منطق ادبی                                                  | ۱۳۸۳                                                        | گنج دانش                        | تهران | ۲۱۵                                                     | |
| مسائل منطق حقوق و منطق موازنه                              | ۱۳۸۴                                                        | گنج دانش                        | تهران | ۲۲۲                                                     | |
| مضاربه                                                     | ۱۳۸۴                                                        | گنج دانش                        | تهران | ۱۴۱                                                     | |
| الفارق                                                     | ۱۳۸۴                                                        | گنج دانش                        | تهران | جلد ۱: ۴۸۹ جلد ۲: ۴۲۷ جلد ۳: ۴۷۰ جلد ۴: ۳۹۹ جلد ۵:: ۴۷۹ | دائرةالمعارف عمومی حقوق، در ۵ جلد. بر اساس حروف الفبا تنظیم شده‌است: جلد ۱: ۱۲۹ عنوان جلد ۲: ۱۱۴ عنوان جلد ۳: ۳۷ عنوان جلد ۴: ۵۰ عنوان جلد ۵: ۲۳ عنوان             |
| سیستم‌شناسی در علم حقوق                                     | ۱۳۸۶                                                        | گنج دانش                        | تهران | ۲۷۲                                                     | |
| المدونه (اساس در قوانین مدنی)                              | ۱۳۸۷                                                        | گنج دانش                        | تهران | ۴۲۴                                                     | |
| اندیشه و ارتقاء (یکصد و یک مقاله در علم ماهیت‌شناسی)        | ۱۳۸۷                                                        | گنج دانش                        | تهران | ۶۳۶                                                     | |
| چهار مقاله                                                 | ۱۳۸۷                                                        | گنج دانش                        | تهران | ۲۸۴                                                     | مختص به علم لغت است. مقاله اول: درس اللغه مقاله دوم: علم اشتقاق مقاله سوم: عناصرشناسی ادبی مقاله چهارم: ازهریه                                                    |
| روش جدید در مقدمه عمومی علم حقوق                           | ۱۳۸۷                                                        | گنج دانش                        | تهران | ۲۸۸                                                     | |
| علم حقوق در گذر تاریخ (تاریخ حقوق مدنی و اتوبیوگرافی علمی) | ۱۳۸۷                                                        | گنج دانش                        | تهران | ۲۷۲                                                     | |
| وسیط در ترمینولوژی حقوق                                    | ۱۳۸۷                                                        | گنج دانش                        | تهران | ۲۷۲                                                     | این کتاب فرهنگ اصطلاحات حقوقی و دارای ۵۰۴۸ واژه به ترتیب حروف الفبا است                                                                                           |
| فیلولوژی                                                   | ۱۳۹۰                                                        | گنج دانش                        | تهران | ۲۰۰                                                     | |
| قوه قدسیه                                                  | ۱۳۹۳                                                        | گنج دانش                        | تهران | ۳۹۹                                                     | |
| رنسانس فلسفه                                               | جلد ۱: ۱۳۹۴ جلد ۲: ۱۳۹۴ جلد ۳: ۱۳۹۶ جلد ۴: ۱۳۹۶ جلد ۵: ۱۳۹۶ | گنج دانش                        | تهران | جلد ۱: ۳۱۵ جلد ۲: ۳۵۶ جلد ۳: ۲۲۵ جلد ۴: ۲۷۹ جلد ۵: ۲۲۹  | جلد ۱: شش فرمول ریاضی در محدود و نامحدود جلد ۲: ترمینولوژی فلسفه جلد ۳: روش تحقیق عمومی جلد ۴: فلسفه وجود اعتباری جلد ۵: طبقه‌بندی علوم (علوم متصله - علوم منفصله) |
| علم موضوع‌شناسی (فقه‌الموضوعات)                              | ۱۳۹۷                                                        | گنج دانش                        | تهران | ۱۶۷                                                     | جعفری لنگرودی خود را بنیان‌گذار علم موضوع‌شناسی (فقه‌الموضوعات) می‌داند.                                                                                              |
| دروس حقوق سیاسی حقوق تطبیقی تاریخ حقوق سیاسی               | ۱۳۹۸                                                        | گنج دانش                        | تهران | ۱۰۴                                                     | |
| ترمینولوژی حقوق سیاسی                                      | ۱۳۹۸                                                        | گنج دانش                        | تهران | ۱۴۵                                                     | |
| دروس اصول                                                  | ۱۴۰۰                                                        | گنج دانش                        | تهران | ۸۴                                                      | |
| ترمینولوژی اصول                                            | ۱۴۰۰                                                        | گنج دانش                        | تهران | ۹۲                                                      | |
| حقوق مالیه به انضمام حقوق اداری                            | ۱۴۰۰                                                        | گنج دانش                        | تهران | ۷۹                                                      | |